# Завадка (Ивано-Франковская область)
Зава́дка (укр. Завадка) — село в Верхнянской сельской общине Калушского района Ивано-Франковской области Украины.
Население по переписи 2001 года составляло 1488 человек. Занимает площадь 14,18 км². Почтовый индекс — 77323. Телефонный код — 03472.